# Juin 1770

## Événements
- 10 juin : une expédition espagnole chasse les Britanniques de Port Edgmont aux îles Malouines[1].
- 11 juin : lors de sa première expédition, le capitaine anglais James Cook atteint la grande barrière de corail, longue de 2 600 km, au nord-est de l'Australie. Son navire, l'Endeavour, s'échoue sur les récifs. Il faut des semaines pour le réparer[2].

## Naissances
- 3 juin : Manuel Belgrano, homme politique et militaire argentin († 20 juin 1820).
- 10 juin : George Caley, botaniste et explorateur britannique († 23 mai 1829).

## Décès
- 23 juin : Mark Akenside, poète et médecin britannique.